# Лонг, Памела
Памела Лонг (англ. Pamela O. Long; род. 1943) — американский независимый историк, специалист в областях досовременной европейской истории (позднего средневековья и раннего Нового времени (ренессансной), в особенности XV и XVI веков) и истории науки и техники. Доктор философии (1979). Являлась приглашенным профессором Villa I Tatti Гарварда. Макартуровский стипендиат (2014).
Получила степени бакалавра B.A. (1965, с отличием), магистра (1969) и доктора философии (1979) в Мэрилендском университете в Колледж-Парке, где и заинтересовалась историей, а также магистра социальной работы M.S.W. в Католическом университете Америки (1971). Перед тем, как делать карьеру историка, несколько лет проработала социальным работником.
В 1981-82 приглашенный ассистент-профессор истории в Барнардском колледже, а в 1989-90 аналогично в St. Mary's College of Maryland. В 1995-98 приглашенный профессор истории науки Университета Джонса Хопкинса. Член Renaissance Society of America.
Сотрудничает с историком архитектуры Ann Huppert, а также с медиевистическим историком науки Elly Truitt. Длительное время проживает в Вашингтоне. Замужем.
Первая книга — Openness, Secrecy, Authorship: Technical Arts and the Culture of Knowledge from Antiquity to the Renaissance (Baltimore: Johns Hopkins University Press, 2001) {Рец. Elspeth Whitney, Andre Wakefield}, удостоилась Morris D. Forkosch Prize. Вторая книга — Artisan/Practitioners and the Rise of the New Sciences 1400—1600 (Corvallis, OR: Oregon State University Press, 2011) {Рец. Patrick Wallis}.
Ее книга Engineering the Eternal City: Infrastructure, Topography, and the Culture of Knowledge in Late Sixteenth-Century Rome (Chicago: University of Chicago Press, 2018) {Рец., , Deborah Howard} удостоилась Sidney M. Edelstein Prize (2019), Bridge Book Award for the Non Fiction category (2020), Helen & Howard R. Marraro Prize in Italian History (2019), Spiro Kostof Book Award (2020).
Соавтор и соредактор The Book of Michael of Rhodes: A Fifteenth-Century Maritime Manuscript, 3 vols. (Cambridge, Mass.: MIT Press, 2009).
Переводчица с латыни Luis Gómez, The Floods of the Tiber with Additional Documents on the Tiber Flood of 1530 (New York: Italica Press, 2023). Готовится к изданию ее труд Technology in Mediterranean and European Lands, 600—1600 (Baltimore: Johns Hopkins University Press).